# Regina Vater
Regina Vater (1943, Rio de Janeiro, Brasil) és una artista feminista brasilera establerta als Estats Units.
Procedent del Brasil, Regina Vater es va traslladar a Nova York als anys setanta; allí va fer la seva primera exposició juntament amb altres artistes brasilers d'avantguarda, l'any 1979. En la seva obra feminista tracta qüestions de cultura i identitat, però també aborda de manera crítica el règim militar brasiler.
Per a la seva obra Tina America (1975), s'introdueix en dotze rols femenins de la classe mitjana brasilera dels anys setanta: de la mestressa de casa formal amb collaret de perles a la vampiressa sexi amb un escot pronunciat o a la dona del granger amb un mocador al cap. Igual que moltes dones artistes de la seva època com Marcella Campagnano, Cindy Sherman i Martha Wilson, Vater se centra el fet que cal trencar amb la tradicional atribució de rols unidimensionals a les dones per part de la societat.